# Axenyllodes minitaurus
Axenyllodes minitaurus is een springstaartensoort uit de familie van de Odontellidae. De wetenschappelijke naam van de soort is voor het eerst geldig gepubliceerd in 1976 door Ellis.